# Centralne Karpaty Zachodnie

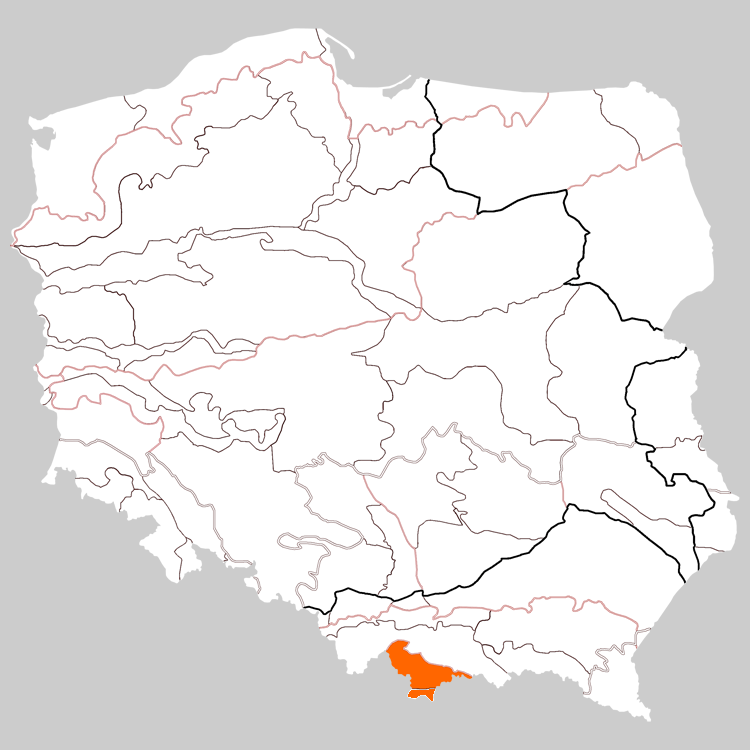
Centralne Karpaty Zachodnie w granicach Polski

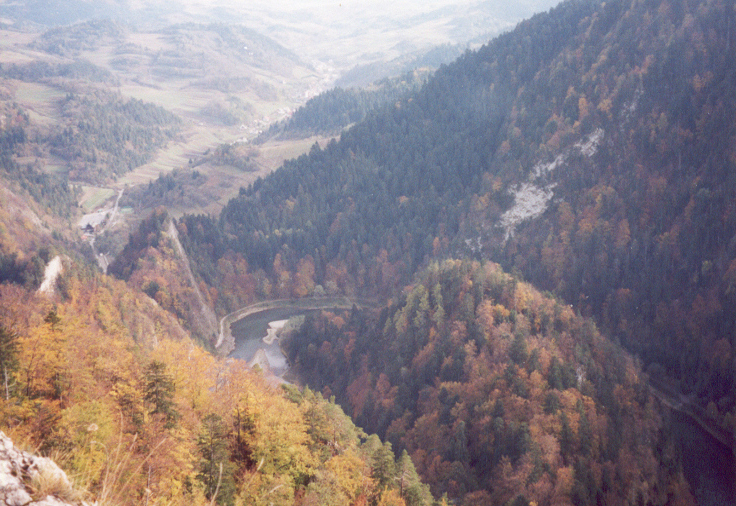
Pieniny

Centralne Karpaty Zachodnie (514-515) z najwyższym szczytem – Gerlach, 2655 m n.p.m., o złożonej (mozaikowej) budowie geologicznej są częścią Karpat Zachodnich. Położone są na terenie Słowacji i Polski. Od Karpat Zewnętrznych oddziela je Pasmo Skalicowe, w skład którego wchodzi Pieniński Pas Skałkowy. Natomiast granica między Centralnymi Karpatami Zachodnimi a wewnętrznym, wulkanicznym pasem w obrębie Karpat jest arbitralna, gdyż granice geograficzne i krajobrazowe nie pokrywają się w tym przypadku z granicami geologicznymi.
Podział Centralnych Karpat Zachodnich:
- 514.1 Obniżenie Orawsko-Podhalańskie
- 514.2 Małe Karpaty
- 514.3 Dolina Środkowego Wagu
- 514.4 Łańcuch Małofatrzański
- 514.5 Łańcuch Tatrzański
- 514.6 Obniżenie Nitrzańsko-Turczańskie
- 514.7 Obniżenie Liptowsko-Spiskie
- 514.8 Łańcuch Wielkofatrzański
- 514.9 Łańcuch Niżnotatrzański

## Budowa geologiczna
Centralne Karpaty Zachodnie to region geologiczny o zróżnicowanej budowie, obejmujący paleozoiczne skały krystaliczne, metamorficzne, mezozoiczne skały osadowe oraz kenozoiczne skały wulkaniczne (Kondracki 1978, Geografia fizyczna Polski). Charakterystycznym elementem tego obszaru są zręby tektoniczne. 